# Gorka Knörr
Gorka Knörr Borràs (Tarragona, 2 de febrero de 1950) es un cantautor y político español de ideología nacionalista vasca y catalana.

## Biografía
Es hijo de Roman Knörr Elorza, y sobrino de José María Knörr Elorza, fundadores de la empresa Knörr Elorza SA fabricante de los refrescos Kas, y hermano del filólogo Henrike Knörr.
A principios de los años 1970 estudió Ciencias Empresariales en la Escuela Superior de Técnica Empresarial (ESTE) de San Sebastián, siendo experto en Marketing Financiero.
Influido por Xabier Lete y Lluís Llach, en los primeros años setenta decidió dedicarse a la canción a la vez que aprendía euskera, teniendo problemas con las autoridades que le prohibieron actuar al considerarlo secesionista. En 1974 dio clases en una ikastola y formó parte de la redacción de la revista Zeruko Argia. En 1976 celebró un concierto en Vitoria que fue interrumpido por orden gubernamental. A partir de entonces actuó en Argentina (1976), París (1977), Venezuela (1977), Munich (1977), Piamonte (1977) y Cerdeña  (1981), donde coincidió con Irene Papas, Pete Seeger y Léo Ferré. 
En cuanto a su trayectoria empresarial, entre 1977 y 1978, fue director comercial de la empresa de importación y exportación Nortrade, y participó en el lanzamiento del diario Deia en junio de 1977. También fue miembro del consejo de administración de Saski Baskonia, de la Real Sociedad Bascongada de Amigos del País, de la Sociedad General de Autores (SGAE) y de Euskal Idazleen Elkartea.
Inicialmente vinculado al Partido Nacionalista Vasco (PNV), fue jefe del gabinete de prensa del Sindicato de los Empresarios Alaveses y portavoz de la presidencia del Gobierno Vasco (1983-1985). De 1985 a 1998 trabajó como director de marketing y responsable de relaciones internacionales del Grupo Mondragón, de 1987 a 1995 fue consejero de Euskal Irrati Telebista (EITB) y de 1998 a 1999 director del Instituto Vasco de Estadística.
Cuando se produjo la escisión de Eusko Alkartasuna (EA) del PNV en 1986, se integró en este partido, del que fue secretario general. Fue elegido diputado por Coalición Nacionalista-Europa de los Pueblos en las elecciones al Parlamento Europeo de 1999, integrándose en el grupo Verdes-Alianza Libre Europea del Parlamento Europeo y de la Comisión de Asuntos Económicos y Monetarios.
En 2001 dejó el escaño en Bruselas y fue elegido diputado por EA en las elecciones al Parlamento Vasco de 2001. De 2001 a 2005 fue vicepresidente primero de la Mesa del Parlamento Vasco y asesor del Departamento de Ordenación del Territorio, Vivienda y Medio Ambiente del Gobierno Vasco. Se dio de baja de EA en 2006.
En 2008 fue condenado, junto con Juan María Atutxa y Kontxi Bilbao, por negarse a acatar las órdenes del Tribunal Supremo y disolver el grupo parlamentario Sozialista Abertzaleak, grupo sucesor de Euskal Herritarrok, ilegalizado en virtud de la Ley de Partidos. Dicha condena llevó a la inhabilitación de los acusados para cargos públicos, sin embargo en 2017 el Tribunal Europeo de Derechos Humanos les absolvió al entender que se vulneró su derecho a ser escuchados durante aquel procedimiento.
En junio de 2012 Ferran Mascarell anunció que Knörr sustituiría a Fèlix Riera como director del Instituto Catalán de Empresas Culturales.
También ha colaborado activamente con diversas organizaciones del nacionalismo catalán como Esquerra Republicana de Catalunya (ERC) o Catalunya Sí. Se presentó a las elecciones al Parlamento Europeo de 2019 en el quinto lugar de la lista de Lliures per Europa, encabezada por el expresidente catalán Carles Puigdemont.
En julio de 2019 fue nombrado delegado de la Generalidad de Cataluña en Madrid. Cesó en el cargo en junio de 2021. En julio de 2021 fue nombrado delegado del Gobierno de la Generalitat frente a la Unión Europea. Fue cesado de su cargo el 18 de octubre de 2022 por la consejera Meritxell Serret.

## Discografía
- Araba Kantari (1974)
- Nik nahi dudana (1975)
- Txalaparta (1976)
- Herri bat gara (1978)
- Gutunak (1980)
- Hegaldia (1985)
- Gogoaren taupadak (2001)
- Arimaren zubiak / Ponts de l'ánima (2006)
- Gogoaren taupadak (2008)
- Ez dugu etsiko. Antologia (2012)